# Парково-Сирецька вулиця
Па́рково-Сире́цька ву́лиця — вулиця в Шевченківському районі міста Києва, місцевість Сирець. Пролягає від Дорогожицької і Ризької вулиць до вулиць Дегтярівської і Жамбила Жабаєва.
Прилучається вулиця Івана Гонти.

## Історія
Вулиця відома з початку XX століття як частина Табірної вулиці. 
У 1964–1975 роках — частина Дорогожицької вулиці. Відокремлена в 1975 році під назвою вулиця Тимофія Шамрила, на честь Тимофія Шамрила, секретаря Київського міському КП(б)У, член штабу оборони Києва, що загинув у вересні 1941 року.
Сучасна назва — з 2017 року.

## Забудова
Наприкінці 1940-х років почалась забудова, зокрема, в садибі № 15 було споруджено житловий будинок за типовим проектом № 1-302 архітектора А. Добровольського. На початку 50-х років у лісопарку вздовж вулиці було споруджено Київську дитячу залізницю, а близько 1965 року плавальний басейн, нині занедбаний.

## Установи та заклади
- Київська середня спеціалізована музична школа-інтернат імені М. В. Лисенка та Київське державне хореографічне училище в садибі № 4 споруджені в другій половині 60-х років за проектом Михайла Будиловського та колективу архітекторів.
- Спеціалізована школа-дитячий садок «Кияночка» (будинок № 7-а)
- Відділення зв'язку № 112 та відділення Ощадбанку (будинок № 11)
- ТОВ «ЛІГА: ЗАКОН»
- Київський міський територіальний центр комплектування та соціальної підтримки (військкомат)

## Зображення

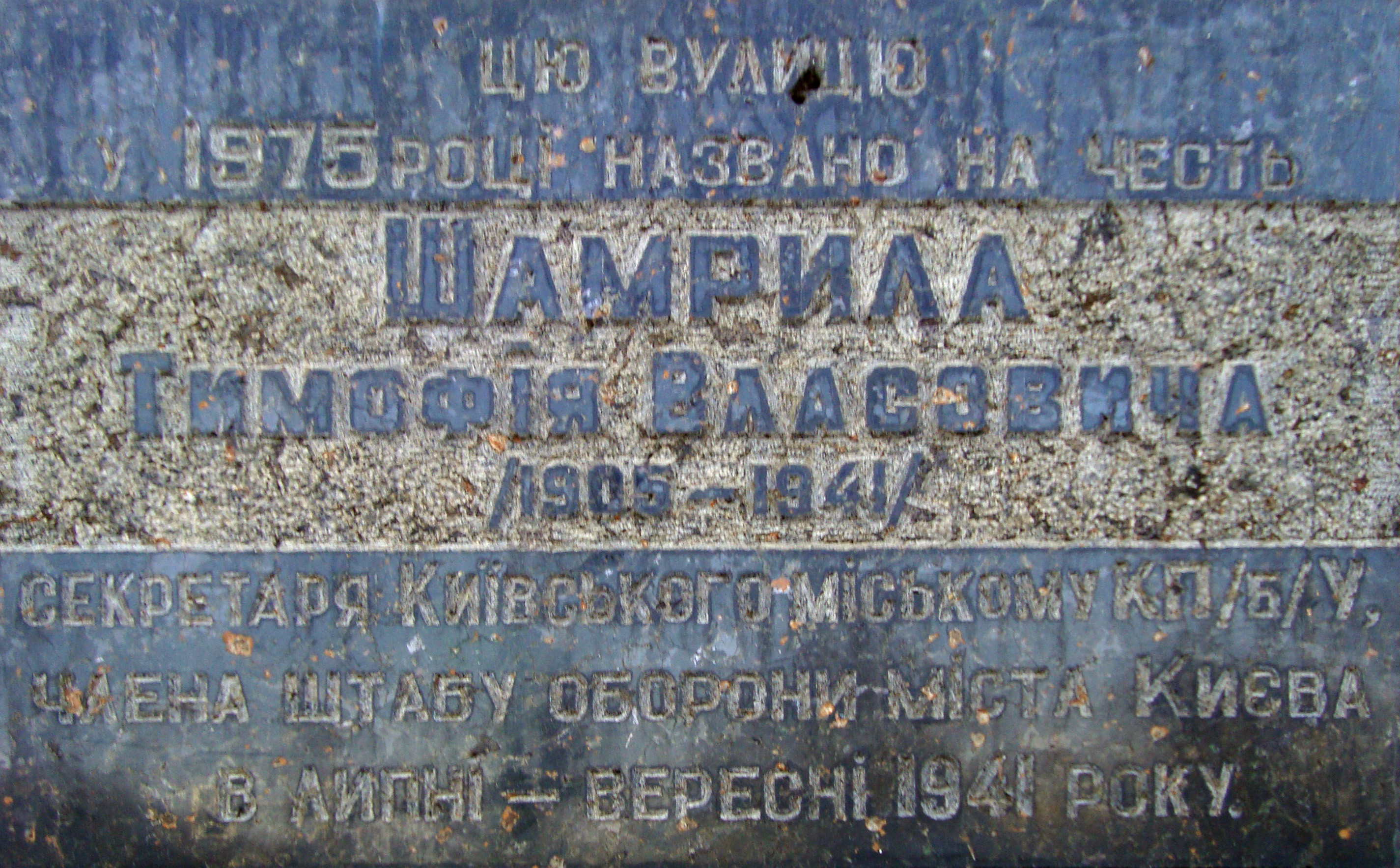
Колишня радянська анотаційна дошка на будинку № 1
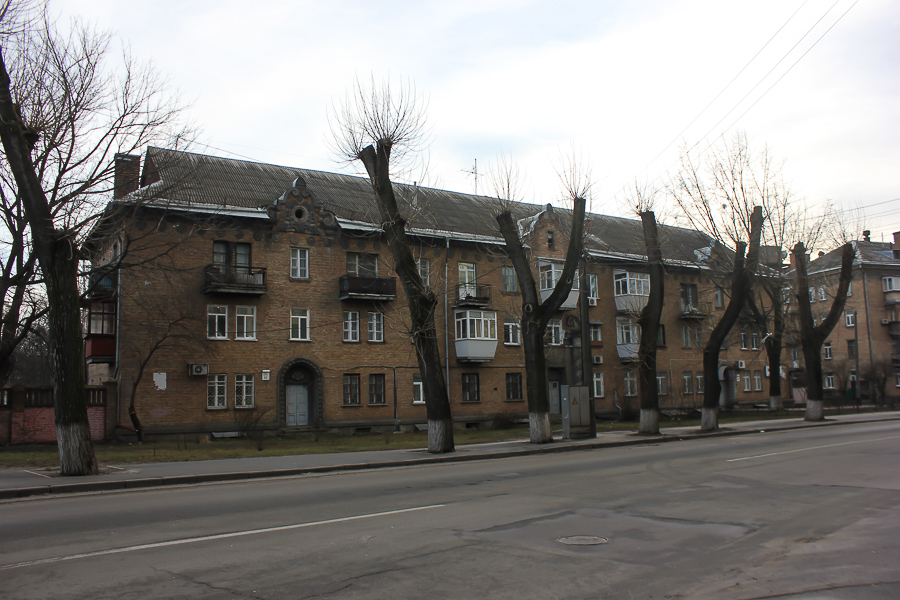
Парково-Сирецька № 15
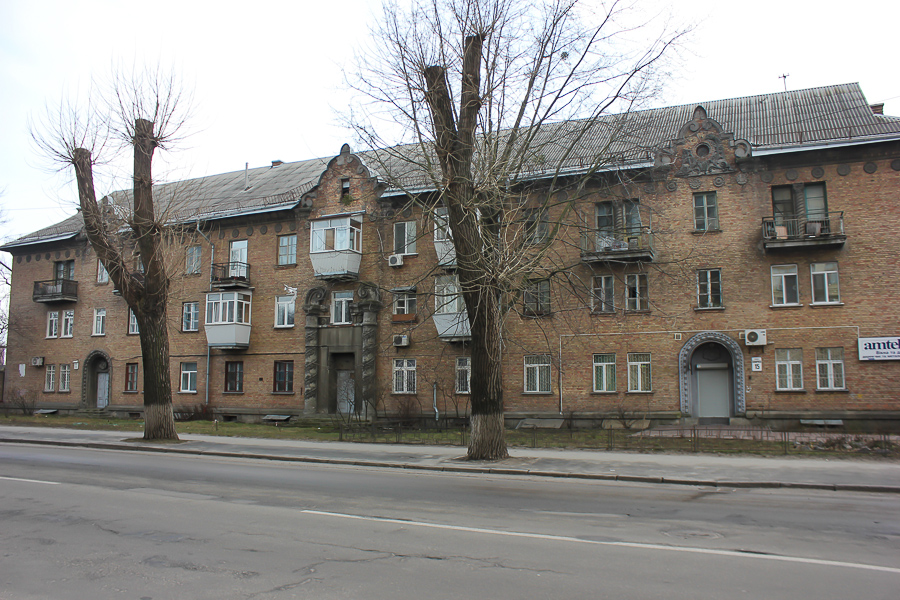
Парково-Сирецька № 15